# Zoo di Utica
Lo zoo di Utica è uno zoo situato nella città di Utica, nello Stato di New York, Stati Uniti d'America. Realizzato  nel 1914, copre un'area di 16 ettari.